# Гермогеновская церковь (Кильмес)
Храм святителя Гермогена, Патриарха Московского (исп. Iglesiа Оrtоdoxа Rusа de San Germogen) — храм Южно-Американской епархии Русской православной церкви заграницей, расположенный в городе Кильмес, пригороде Буэнос-Айреса.

## История
Приход возник в 1948 году, когда в Кильмесе, месте проживания русских казаков, украинцев, поляков, литовцев, стал приезжать священник Тимофей Соин для совершения богослужения в частных помещениях.
В 1950 году приход посетил Архиепископ Буэнос-Аиресский Иоасаф (Скородумов) и, ознакомившись с положением прихода, благословил на приобретение земельного участка под застройку церкви. Тогда же и был назначен постоянным настоятелем священник Николай Черкашин.
В 1951 году был куплен участок и на средства и силами прихожан немедленно начато строительство нового храма, которое завершилось к маю 1952 года.
25 мая 1952 года архиепископ Иоасаф с сонмом духовенства совершил великое освящение храма.
В 1957 году при Свято-Гермогеновской церкви был организован Свято-Владимирский кружок молодёжи. Один из его активных участников профессор Б. Н. Кампанейский четыре месяца подряд читал вызвавшие интерес у православной молодежи лекции о новой физике. Со временем кружок распался.
2 декабря 2004 года храм посетил Первоиерарх РПЦЗ митрополит Лавр (Шкурла) с Курской коренной иконой.